# Jader Barbalho Filho
Jader Barbalho Filho, né le 24 juin 1976 à Belém, est un dirigeant d'entreprise et homme politique brésilien. Il est ministre des Villes dans le troisième gouvernement de Lula depuis le 1er janvier 2023.
Fils d'un père gouverneur et d'une mère députée, Jader Barbalho Filho devient un dirigeant d'entreprise et rejoint le Mouvement démocratique brésilien, dont sa famille est historiquement membre.

## Biographie

### Jeunesse et parcours professionnel
Jader Filho est né à Belém dans l'État de Pará, il est le fils de l'ancien gouverneur du même État Jader Barbalho (pt) et la députée fédérale Elcione Barbalho (pt), tous deux membres du MDB.
Jader Filho est un homme d'affaires et dirigeant d'entreprise dans le domaine de la communication, dirigeant l'entreprise  « RBA Comunicação », dont l'actionnariat est contrôlé par son père.

### Parcours politique
Frère du gouverneur actuel de l'État de Pará Helder Barbalho, et également cousin des deux députés José Priante (pt) et Igor Normando (pt) , tous membres du Mouvement démocratique brésilien.
Le 31 août 2019, Jader Barbalho Filho est élu président du Mouvement démocratique brésilien dans l'État de Pará durant la convention locale du parti.
Lors de l'élection polarisée de 2022 entre Jair Bolsonaro et Lula, le Mouvement démocratique brésilien choisit de présenter Simone Tebet comme candidate, tandis que Jader Filho est l'un des lulistes en interne du parti, souhaitant que le parti soutienne la candidature de Lula dès le premier tour.
Le 29 décembre 2022, Jader Barbalho Filho nommé en tant que ministre des Villes dans le troisième gouvernement de Lula. Il prend ses fonctions le 1er janvier 2023.
Le portefeuille possède un rôle historique et coordonne des programmes emblématiques du second mandat de Lula, lancé en mars 2009, comme Minha Casa, Minha Vida (pt), facilitant l'acquisition d'une maison ou d'un appartement pour de nombreuses familles.